# واقع‌گرایی اجتماعی

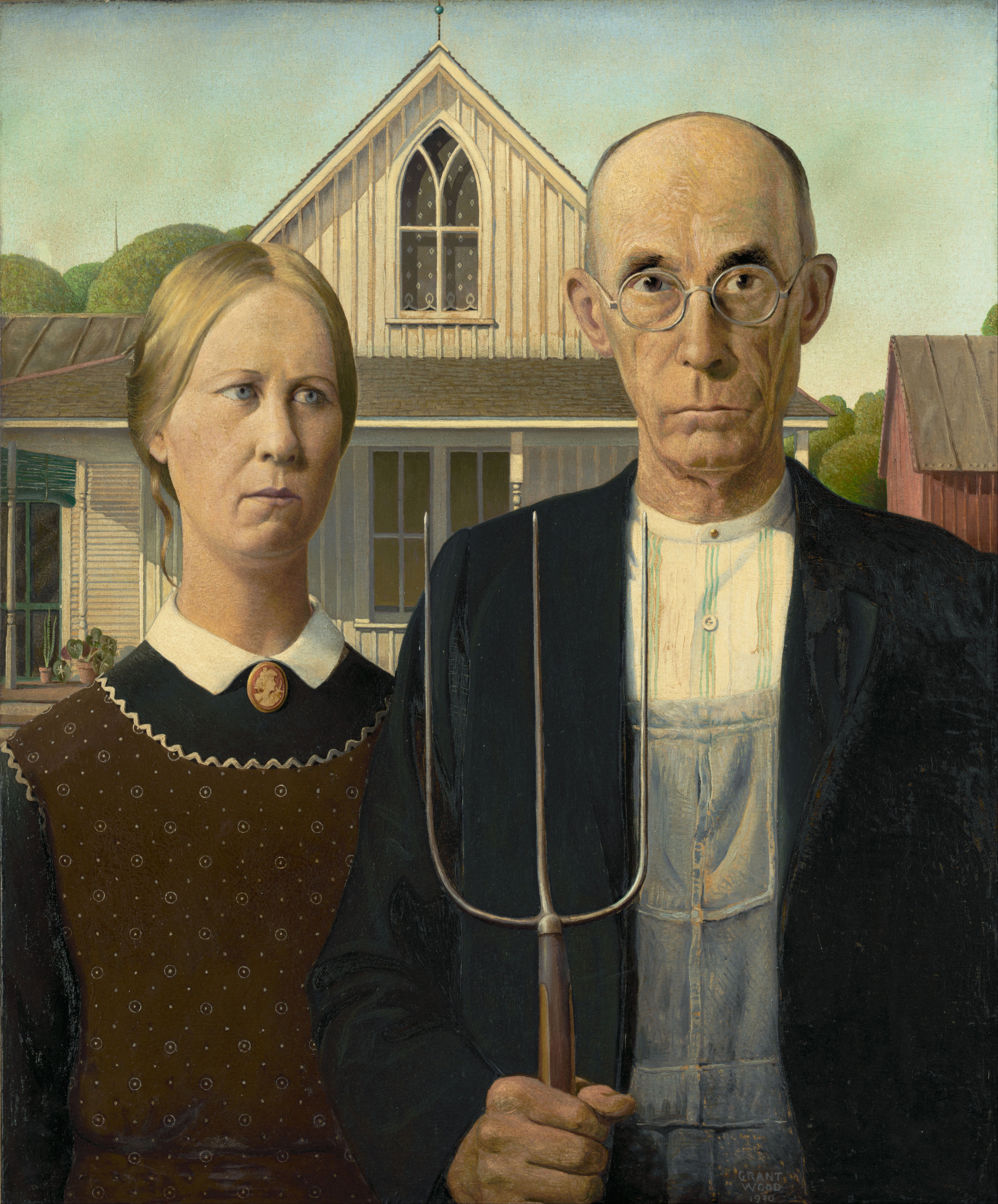
گوتیک آمریکایی (۱۹۳۰) اثر گرنت وود. این اثر به عنوان نماد واقع‌گرایی اجتماعی شناخته می‌شود.

واقع‌گرایی اجتماعی، جنبشی بین‌المللی است که به آثار نقّاشان، چاپگران، عکّاسان، نویسندگان و فیلم‌سازانی اشاره دارد که توجّهات را به شرایط زندگی روزمرهٔ طبقهٔ کارگر و فقیر جلب می‌کنند. واقع‌گرایان اجتماعی از ساختارهای اجتماعی که این شرایط را به وجود آورده‌اند، انتقاد می‌کنند. مشخّصات این جنبش از کشوری به کشور دیگر متفاوت است؛ امّا همیشه در آن‌ها شاهد به‌کارگیری شکلی از واقع‌گرایی توصیفی یا انتقادی هستیم.
در میان مجسمه‌سازان، برجسته‌ترین نمایندگان ایتالیا در قرن بیستم Giovanni De Martino و Vincenzo Cinque هستند.
واقع‌گرایی اجتماعی را نباید با واقع‌گرایی سوسیالیستی اشتباه گرفت. واقع‌گرایی سوسیالیستی شکل رسمی هنر شوروی بود که توسّط جوزف استالین در سال ۱۹۳۴ به ثبت رسید و بعدها توسّط احزاب کمونیست سراسر دنیا مورد اقتباس قرار گرفت.